# 鞑靼裔哈萨克人
韃靼裔哈萨克人，是哈薩克斯坦少数民族。佔總人口1.5%。几乎全部是来自伏尔加区，1999年有245000人。
他们最早十七世纪已经到中亚与哈萨克一帶。在19世纪真正進入哈萨克斯坦,他们职业是商人、毛拉、工人、軍人、官员。他们现在与哈萨克没太大分别，已经被同化，但仍有自己文化中心。